# 利摩日蒙若维站
利摩日蒙若维站是法国的一个铁路车站，位于法国城市利摩日。

## 位置
利摩日蒙若维站位于利摩日市区西北部，距离利摩日本笃会站大约1.2公里。该站仅停靠往返于昂古莱姆和利摩日之间的TER列车。车站呈南北走向，开口朝东，站外有露天停车场，车站北侧有一处人行天桥可与车站西侧连接，但不与站台连通，因此乘客需通过车站正门处直接进入站台。由于旅客数量较少，该站的人工售票处在周日和法定节假日期间关闭。

## 概况
利摩日蒙若维站位于利摩日—昂古莱姆铁路线上，往返于两地的TER列车均会停靠本站。但这一线尚未开行跨线列车，因此由本站前往波尔多、拉罗谢尔等方向的乘客需要在昂古莱姆站进行中转换乘。
利摩日蒙若维站距离利摩日市区的主站—利摩日本笃会站（Gare de Limoges-Bénédictins）直线距离大约1.2公里，但由于地形原因及城区内建筑物的影响，两站之间的铁路线长度接近5公里。除乘坐TER列车外，由利摩日蒙若维站前往利摩日本笃会站，步行大约20分钟即可到达。

## 停靠线路
以下列车线路在利摩日蒙若维站停靠：
| 利摩日蒙若维站列车线路表 |              |              |                  |              |
| 线路                     | 车种         | 上一站       | 下一站           | 大致运行频率 |
| 利摩日—昂古莱姆          | 法国大区列车 | 利摩日本笃会 | 维埃纳河畔艾克斯 | 每天5趟左右  |
| 利摩日—圣瑞尼安/沙巴内   | 法国大区列车 | 利摩日本笃会 | 维埃纳河畔艾克斯 | 每天1~2趟    |
| 1.                       |              |              |                  |              |

## 配套交通

### 大巴车
利摩日蒙若维站对应的大巴车上下车地点位于车站前方的广场上。
上维埃纳省政府下属的客运公司（Moohv87）提供前往沙托蓬萨克、讷维克昂捷和皮埃尔比菲耶尔等地的大巴车线路；此外，利摩日蒙若维站距离丘吉尔广场（Place Churchill）仅600米，步行大约8分钟即可到达，该广场是上维埃纳省城际客运线路的总始发站，有前往省内各地主要城市的班车。
此外，当某条铁路线施工或罢工时，SNCF也会提供途径该线路沿途站点的大巴车。

### 市内交通
利摩日蒙若维站对应的公交车站名称为"Gare Montjovis"，位于车站南侧的蒙若维大道（Avenue Montjovis）上，距离车站大约200米。停靠该站的公交线路包括：利摩日公交4路（无轨电车）、25路、37路、38路和41路。

## 临近车站
| 利摩日蒙若维站（Gare de Limoges-Montjovis） |                     |                    |
| 上行车站                                    | 线路                | 下行车站           |
| 利摩日本笃会站                              | 利摩日—昂古莱姆铁路 | 维埃纳河畔艾克斯站 |